# Griebo
Griebo is een plaats en voormalige gemeente in de Duitse deelstaat Saksen-Anhalt, en maakt deel uit van de Landkreis Wittenberg.
Griebo telt 643 inwoners.

## Geografie en geschiedenis
Griebo ligt aan de monding van de Grieboër Beek in de middelloop van de Elbe. De beek ontspringt in de noordelijk gelegen Fläming. De stad Coswig (Anhalt) ligt vlakbij, aan de westzijde. Aan de oostzijde ligt het plaatsje Apollensdorf en de centrumplaats Wittenberg.
In 1201 duikt Griebo het eerst in een oorkonde op. Uit deze tijd dateert de laatromaanse Feldsteinkerk, die in het bijzonder in de tijd van de Dertigjarige Oorlog als schuilkerk werd gebruikt. Griebo lag langs een Heerweg en werd regelmatig geplunderd.

## Sport en recreatie
Door deze plaats loopt de Europese wandelroute E11. De E11 loopt van Den Haag naar het oosten, op dit moment de grens van Polen en Litouwen.